# Ipecacuanha
A ipecacuanha (Psychotria ipecacuanha), também chamada cagosanga, poaia, raiz-do-brasil e ipeca,  é uma planta da família Rubiaceae, muito comum nos solos das florestas dos estados da Bahia e de Mato Grosso, no Brasil.

## Etimologia
"Ipecacuanha" vem do termo tupi ipega'kwãi, que significa "pênis de pato". "Poaia" vem do tupi pu'aya. 

## História e utilização
Os primeiros usos dessa planta, vieram dos povos indígenas brasileiros. Atualmente, os povos Tapeba e Tremembés, no Ceará, ainda usam tradicionalmente essa planta na sua medicina, tendo uso principalmente em feridas ou problemas urinários.
As suas raízes contêm um poderoso emético (estimulante do reflexo do vómito) denominado "emetina" ou "ipecacuanha". Foi introduzida na Europa em 1672 por Legros, um viajante na América do Sul. Foi usada no tratamento da disenteria e vendida pelo médico francês Adrien Helvetius sob licença de Luis XIV. Hoje em dia, os fármacos purificados cefaleína e emetina ainda são usados como eméticos. Eles estimulam o centro neuronal vomitivo (área postrema medular). A emetina também é usada contra amebíase, pois atua como limitador na formação das proteínas, além de efeitos circulatórios. Por volta de 1930, foi sintetizado a dehidroemetina (diferente da primeira apenas por uma dupla ligação próxima a um radical etil), que possui menos efeitos colaterais.
Segundo Cristina Brandt Friedrich, que fez uma pesquisa sobre a influência das doenças trazidas por colonizadores na formação do Brasil, de todo conhecimento da flora medicinal indígena, ipecacuanha, também conhecida como “planta de doente de estrada”, foi a planta que mais interessou aos europeus por ser usada como purgativo e antídoto para qualquer veneno..

## Abuso
O xarope da planta, chamado xarope de ipeca, já foi usado por bulímicos a fim de induzir o vômito, mas o seu uso repetido causa acumulação no fígado e problemas no músculo cardíaco.